# Sámuel Aba

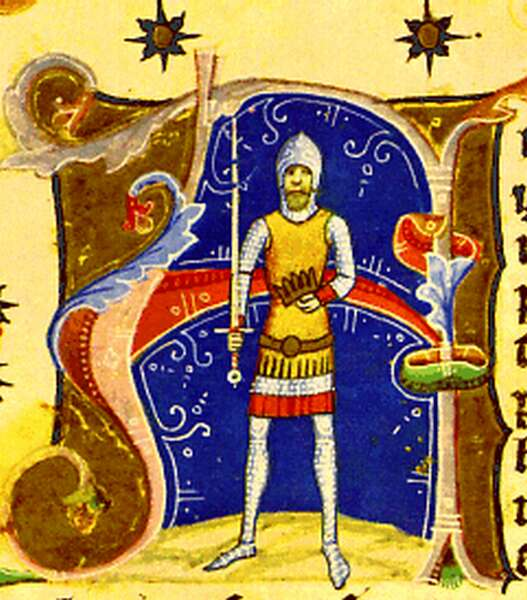
Sámuel Aba (Ungarische Bilderchronik, 14. Jahrhundert)

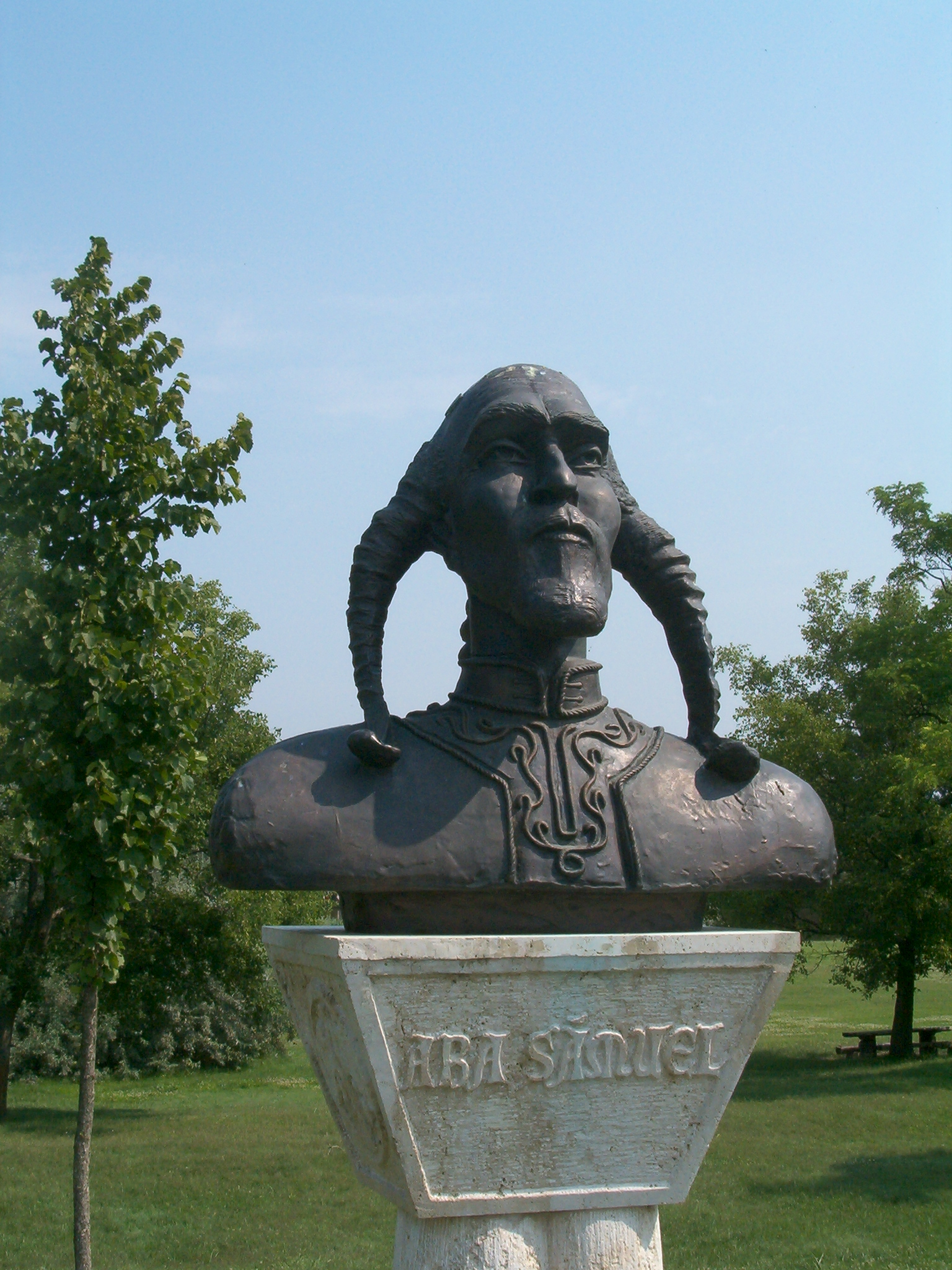
Büste von Sámuel Aba

Paladin Sámuel Aba [ˈʃaːmuɛl ˈɒbɒ] (ungarisch: Aba Sámuel) (* um 990; † 5. Juli 1044, bei Füzesabony) war von 1041 bis 1044 König von Ungarn und somit Nachfolger ebenso wie Vorgänger Peter Orseolos. Er war Sohn von Sarolta (manchmal auch Zarolta), der jüngsten Schwester Stephans I.
Sámuel war Nachkomme Eödömérs, eines Stammesführers aus den Zeiten der Ansiedlung der Magyaren im Karpatenbogen. Er war auch der Schwager des Stephan I., worauf Sámuels Ansprüche auf den ungarischen Thron basierten.
Sámuel Aba führte Ende der 1030er Jahre Kreise an, die König Peter Orseolo vom Thron vertrieben und zur Flucht zum deutschen König Heinrich III. zwangen. Sámuel Aba wurde zum neuen König und versuchte durch deutliche Senkung der Steuern die Gemeinfreien auf seine Seite zu ziehen. Dadurch und durch die Tatsache, dass das Heidentum unter seiner Herrschaft einen neuen Aufschwung erfuhr, geriet er in Konflikt mit der Kirche, vor allem mit Bischof Gerhard von Csanád, der ihn aufgrund zahlreicher Morde an seinen Gegnern öffentlich tadelte. Auch der Adel rückte zunehmend vom König ab, da Sámuel Aba seine Vormachtstellung gegenüber den niederen Gesellschaftsschichten einschränkte.
Im Februar 1042 griff Sámuel Aba die Ostmark (Marcha Orientalis) und die karantanische Mark an. Zeitgleich mit dem südlich der Donau unter Abas Führung vorrückenden Heer schickte er auch ein Heer nördlich der Donau los.
Das südliche Heer rückte bis zur Traisen vor und zog dann über Tulln mit großer Beute heim. Der nördlich der Donau vorrückende Heerhaufen wurde von Markgraf Adalbert dem Siegreichen und seinem Sohn Luitpold vernichtend geschlagen. Daraufhin drang König Heinrich III. zusammen mit Peter Orseolo, Herzog Břetislav I. von Böhmen und Markgraf Adalbert in Ungarn ein. Sie nahmen die um 1020 errichtete und um 1030 von den Ungarn eroberte urbs Heimenburc (Hainburg) und zerstörten diese. Danach stießen sie am nördlichen Donauufer vor und nahmen Pressburg (ung.: Pozsony) ein und konnten sogar bis Gran (ung.: Esztergom) vorrücken. Dabei wurde eine Reihe von Burgen erobert und Bela, einem Neffen König Stephans, übergeben.
Als ein Jahr später, 1043, Heinrich III. erneut einen Feldzug gegen Ungarn führte und die Raab erreichte, konnte er einen Friedensschluss erzwingen. Dabei fiel der 1030 an die Ungarn abgetretene Landstrich zwischen Fischa und Leitha wieder an das Reich. Im Osten der Ostmark wurde nur die sogenannte ungarische Mark, auch Neumark, errichtet und Luitpold als Markgraf eingesetzt. Dieser starb jedoch kurz darauf, wenige Tage nach seiner Heirat mit Agnes von Poitou und Aquitanien.
Innerhalb der ungarischen Gesellschaft nahmen die Konflikte aber zu. Ein Großteil der Adligen erhob sich gegen Sámuel Aba und unterstützte Peter als König. Um dies auszunutzen, zog Heinrich III. erneut gegen Ungarn in den Krieg. Er besiegte das ungarische Heer in der Schlacht bei Menfö am 5. Juli 1044, und Peter Orseolo wurde für kurze Zeit wieder auf den ungarischen Thron erhoben. Sámuel Aba dagegen wurde gefangen genommen und hingerichtet.
Sein Leichnam ruht im Kloster von Abasár (damals: Sár), welches Sámuel selbst hatte errichten lassen.